# 抵当証券法
抵当証券法（ていとうしょうけんほう、昭和6年3月30日法律第15号）は、抵当権の証券化に関する日本の法律である。
抵当権を証券化させること（抵当証券）によって証券市場において流通させ、金融の便に供することを目的とする。全42条。